# Éva Bátyai
Éva Bátyai (anhörenⓘ; * 2. Januar 1983 in Kiskunhalas) ist eine ungarische Schauspielerin.

## Leben und Karriere
Bátyai wurde am 2. Januar 1983 in Kiskunhalas geboren. Im Alter von 16 Jahren zog er mit ihrer Familie nach Budapest. Ihr Debüt gab sie 2005 in dem Film Történetek az elveszett birodalomból. Ab 2006 war Bátyai in der Győri Nemzeti Színház zu sehen.
Von 2006 bis 2021 trat sie in der Serie Barátok közt auf. 2010 bekam sie in dem Film Irdatlan Iroda eine Hauptrolle. Anschließend setzte sie ihre Karriere in Hacktion: Újratöltve fort. Am 28. April 2014 brachte sie ihren erstes Kind zur Welt. Dreieinhalb Jahre später kam ihr zweites Kind zur Welt.
Unter anderem spielte sie in Munkaügyek mit. Außerdem wurde sie für die Serie Hotel Margaret gecastet.

## Filmografie
Filme
- 2005: Történetek az elveszett birodalomból
- 2008: Zsaruvér és Csigavér 3.: A szerencse fia
- 2010: Irdatlan Iroda
- 2016: Nincs kegyelem

Serien
- 2006–2021: Barátok közt
- 2011: Csalfa Karma
- 2013: Hacktion: Újratöltve
- 2016: Munkaügyek
- 2022: Hotel Margaret

## Theater
- Emil és a detektívek
- Egy, kettő, három
- A kőszívű ember fiai
- Kakuk Marci
- A királylány bajusza
- Az áldozat
- Nem élhetek muzsikaszó nélkül